# Барабановское (Черниговская область)
Бараба́новское (укр. Барабанівське) — село, расположенное на территории Городнянского района Черниговской области (Украина). Расположено в 27 км на северо-запад от райцентра Городни. Население — 12 чел. (на 2006 г.). Адрес совета: 15130, Черниговская обл., Городнянский р-он, село Ваганичи, ул. Ленина,1 , тел. 3-92-10. Ближайшая ж/д станция — Перепись, 7 км.